# Царевец (област Враца)
Вижте пояснителната страница за други значения на Царевец.
Ца̀ревец е село в Северозападна България, община Мездра, област Враца.

## География
Село Царевец се намира на около 20 km изток-югоизточно от областния център Враца и около 8 km изток-североизточно от общинския център Мездра. Разположено е в Мездренската хълмиста област, на около 3 km северно от река Искър. Надморската височина в центъра на селото при сградата на кметството е около 302 m и нараства на запад-югозапад до около 330 m.
Общински път – източно отклонение в Мездра от третокласния републикански път III-103, минава през село Брусен, село Царевец и на изток през Старо село, на юг от него пресича железопътната линия София – Горна Оряховица – Варна при гара Струпец и след разклон продължава вляво (на изток) към село Струпец и град Роман, а вдясно – към селата Курново, Синьо бърдо и други.
Землището на село Царевец граничи със землищата на: село Горна Бешовица на север и североизток; село Старо село на изток; село Синьо бърдо на юг; село Ослен Криводол на юг; село Лик на югозапад; село Брусен на югозапад; село Долна Кремена на запад; село Кален на северозапад.
Населението на село Царевец, наброявало 2030 души при преброяването към 1934 г. и 2039 към 1946 г., намалява до 744 към 1992 г. и 288 (по текущата демографска статистика за населението) към 2020 г.
При преброяването на населението към 1 февруари 2011 г., от обща численост 382 лица, за 374 лица е посочена принадлежност към „българска“ етническа група, няма към „турска“, за „ромска“, „други“ и „не се самоопределят“ не са посочени данни и за 5 „не отговорили“.

## История
В документи от времето на Чипровското въстание, селото е известно като Влашко село. Името е произлязло от това, че овчар от района на р. Дунав е докарвал своите стада и ги е пасял по този район.
В наши дни църквата е почти реставрирана, но повечето от ценностите и са разграбени от иманяри. Селото китно се е сгушило в полите на Стара планина. Необятна природа съчетана с величествена красота на множеството пещери, намиращи се около селото. В тях може да видите скални рисунки и йероглифи.
Селото е обградено от множество могили. По поречието на р. Искър се е намирала и границата на цар Иван-Шишмановото царство. Има много природни забележителности. Недалеч от селото е минавал стар римски път, покрит с големи каменни плочи.
Селото е преименувано от Влашко село на Царевец в началото на 20 век.
Били са развити дребното земеделие, каменоделство и някои занаяти. Селото е дало много жертви през Първата и Втората световна война. В памет на жертвите е издигнат един от най-големите паметници в района на Община Мездра.
Църквата Св. Никола вероятно е изградена през 14 – 15 век, въпреки че има датиравки и от 17 век. В нея е запазен уникален зидан иконостас и прекрасна стенопис.
През лятото на 1950 година, в разгара на колективизацията, в горянска група в селото подпалва снопите по време на вършитба.

## Население
Преброяване на населението през 2011 г.
Численост и дял на етническите групи според преброяването на населението през 2011 г.:
|                     | Численост | Дял (в %) |
| Общо                | 382       | 100,00    |
| Българи             | 374       | 97,90     |
| Турци               | 0         | 0,00      |
| Цигани              | 0         | 0,00      |
| Други               | 0         | 0,00      |
| Не се самоопределят | 0         | 0,00      |
| Неотговорили        | 5         | 1,30      |

## Редовни събития
На 7 и 8 ноември е събора на селото.
На 26 август в селото се повежда националният фолклорен фестивал Белокаменица в него присъстват певчески и танцови групи от цялата стран. На 26 октомври-Димитров ден е празникът на селото.

## Други
Много характерни са видовете тутманици, и различния им начин на приготвяне. Правенето на баници със сирене е традиция, предавана ото поколение на поколение. Свински мръвки с лук.
На трапезата на Бъдни вечер в Царевец са характерни постните пълнени чушки с боб и ошав.